# Monotagma densiflorum
Monotagma densiflorum är en strimbladsväxtart som först beskrevs av Friedrich August Körnicke, och fick sitt nu gällande namn av Karl Moritz Schumann. Monotagma densiflorum ingår i släktet Monotagma och familjen strimbladsväxter. Inga underarter finns listade.